# Adult Swim

logo

Adult Swim is een programmablok op Cartoon Network in de Verenigde Staten. De tekenfilms in dit blok zijn gericht op een ouder publiek, tussen de 18 en 24.
Het programmablok is op 2 september 2001 begonnen.
In Vlaanderen verscheen het programmablok van eind 2010 tot begin 2012 op Acht. In april 2012 verhuisde het blok naar TNT Benelux. Sinds januari 2013 was deze zender ook in Nederland te zien. De zender werd stopgezet op 1 januari 2014.

## Programma's
- 12. oz Mouse
- American Dad
- Aqua Teen Hunger Force
- Attack on Titan
- Big O
- Blue Gender
- Cowboy Bebop
- The Eric Andre Show
- Eureka Seven
- Family Guy
- FLCL
- Fullmetal Alchemist
- Futurama
- Ghost in the Shell
- Harvey Birdman
- Home Movies
- Inuyasha
- Lupin the 3rd
- Metalocalypse
- Minoriteam
- Mission Hill
- Moral Orel
- Mr. Pickles
- Neon Genesis Evangelion
- The Boondocks
- The Brak Show
- The Oblongs
- Paranoia Agent
- Perfect Hair Forever
- Rick and Morty
- Robot Chicken
- Samurai Champloo
- Samurai Jack
- s-CRY-ed
- Sealab 2021
- Smiling Friends
- Space Ghost
- Squidbillies
- Stroker & Hoop
- Super Milk Chan
- Tom goes to the Mayor
- Trigun
- Venture Bros.
- Witch Hunter Robin
- Wolfs Rain
- Xavier: Renegade Angel